# Endasys varipes
Endasys varipes là một loài tò vò trong họ Ichneumonidae.